# Fondazione Don Carlo Gnocchi
La Fondazione Don Carlo Gnocchi è uno dei più grandi gruppi di ospedali privati italiani, con quattordici ospedali (di cui due IRCCS), otto RSA (residenza sanitaria assistenziale) e molteplici ambulatori. La Fondazione è distribuita ubiquitariamente su tutto il territorio nazionale, ed opera principalmente nei settori della fisiatria, della neuropsichiatria infantile e delle cure palliative. La Fondazione è attiva anche nell'ambito della cooperazione internazionale con una ONG.

## Storia
(Don Carlo Gnocchi)
La volontà di creare un'organizzazione volta alla cura dei mutilati e disabili venne a Don Carlo Gnocchi dopo le drammatiche esperienze vissute nel corso della Seconda guerra mondiale.
Nel 1947 Don Gnocchi aprì un primo centro, dedicato completamente alla cura degli orfani e dei bambini resi invalidi dalla guerra (i cosiddetti "mutilatini"), a Cassano Magnago. Questo primo atto fu seguito dalla creazione dapprima della Fondazione Pro Infanzia Mutilata (1948) e successivamente della Fondazione Pro Juventute (1951), la quale divenne Fondazione Don Carlo Gnocchi dopo la morte del beato (1956).

## Strutture
La Fondazione dispone dei seguenti presidi ospedalieri:
- IRCCS Santa Maria Nascente - Milano
- IRCCS Don Carlo Gnocchi - Firenze
- Centro Spalenza - Rovato
- Centro Santa Maria ai Servi - Parma
- Centro Santa Maria ai Colli - Torino
- Polo Specialistico Riabilitativo - Fivizzano
- Polo Riabilitativo del Levante Ligure - La Spezia
- Centro Santa Maria alla Pineta - Marina di Massa
- Centro Bignamini - Falconara Marittima
- Centro Santa Maria della Provvidenza - Roma
- Centro Santa Maria della Pace - Roma
- Polo Specialistico Riabilitativo - Sant'Angelo dei Lombardi
- Centro Gala - Acerenza
- Polo Specialistico Riabilitativo - Tricarico

## Ricerca
I centri di Milano e di Firenze sono riconosciuti come IRCCS per la medicina della riabilitazione.